# 1re division de fusiliers de la Garde (2e formation)
Pour les articles homonymes, voir 1re division.
La 1re division de fusiliers de la Garde (en russe : 1-я гвардейская стрелковая дивизия) de son nom complet la 1re division de fusiliers prolétaires de la Garde Moskovsko-Minskaïa des ordres de Lénine, du Drapeau rouge en double, de Souvorov et de Koutouzov (en russe : 1-я гвардейская стрелковая Пролетарская Московско-Минская ордена Ленина, дважды Краснознамённая, орденов Суворова и Кутузова дивизия) est une division de l'Armée rouge et des forces terrestres russes active de 1926 à 2002 (n° d'unité ?).

## Historique

### Entre-deux-guerres
L'ordre créant la division de fusiliers prolétaires de Moscou est publié le 31 décembre 1926. La division est formée de trois brigades de fusiliers et d'un escadron indépendant dont la formation doit être achevée avant le 1er février 1927, à partir d'unités distinctes de la garnison de Moscou dans le district militaire de Moscou. Le régiment de fusiliers indépendant de Moscou, formé en 1924, devient le 1er régiment de fusiliers. Le bataillon de fusiliers d'entraînement du cours Vystrel est réorganisé en 1er bataillon du 2e régiment de fusiliers, le 1er bataillon indépendant de fusiliers locaux est réorganisé en 1er bataillon du 3e régiment de fusiliers, le 20e bataillon indépendant de fusiliers locaux en 2e bataillon du 3e régiment de fusiliers, l'escadron indépendant d'entraînement de l'Académie militaire de l'Armée rouge, est réorganisé en escadron indépendant de la division.
Pavel Batov est commandant de bataillon puis de régiment dans la division à la fin des années 1920.
La division est numérotée 1re division de fusiliers prolétaires de Moscou le 21 mai 1936. En l'honneur de son dixième anniversaire et de ses « succès au combat et lors d'entraînement politique », la division reçoit le 28 décembre le Drapeau rouge révolutionnaire honoraire (ru), devenant ainsi la 1re division de fusiliers prolétaires à bannière rouge prolétarienne de Moscou. Le 22 avril 1938, la division est rebaptisée 1re division de fusiliers du Drapeau rouge de Moscou.
La division est agrandie pour former les nouvelles 115e et 126e divisions de fusiliers le 7 septembre 1939, et la nouvelle 1re division de fusiliers est reformée à partir de son 6e régiment de fusiliers. La 1re division est réorganisée en 1re division motorisée le 7 décembre 1939.

### Seconde Guerre mondiale
Relancée à partir du seul régiment restant en septembre 1939 (2e formation) et en janvier 1940, l'unité est reformée sous le nom de 1re division de fusiliers motorisés de Moscou. L'entraînement s'achève le 7 juin 1940 et la 1re division participe à l'occupation soviétique des États baltes à partir du 15 juin 1940, avançant depuis la base de Polotsk et les positions avancées de Widze jusqu'à Panevėžys le 16 juin. Après un service de garnison d'un mois à Panevėžys et une garnison de deux mois à Daugavpils, la 1re division est renvoyée en Russie. Pour ses actions pendant l'occupation soviétique des États baltes, le 6e régiment de fusiliers motorisés reçoit l'ordre de l'Étoile rouge le 22 février 1941.

#### Front de l'Est

##### Avant son anéantissement près de Smolensk
- Le 22 juin 1941, elle fait partie du 7e corps mécanisé, aux côtés des 14e et 18e divisions de chars du district militaire de Moscou, affectée à la 20e armée[6].
- Le 23 juin 1941, la 1re division est reconstituée avec un effectif complet de 10 831 hommes. Ce fut la première formation soviétique à utiliser des chars T-34 à Borissov, le 30 juin 1941.
- Le 11 juillet 1941, après avoir subi de lourdes pertes, la 1re division est transférée dans la réserve de la 20e armée et placée au nord d'Orcha, avant d'être est complètement encerclée par les forces allemandes le 14 juillet 1941.
- Le 25 juillet 1941, les éléments des 6e et 175e régiments de fusiliers motorisés de la 1re division  brisent l'encerclement près de Moguilev, mais subissent davantage de pertes dans les lourds combats d'arrière-garde le 30 juillet 1941. Au cours de cette période, le flux important de nouveaux personnels provoque un rajeunissement de l'unité[7].
- Le 5 août 1941, les restes de la 1re division sont anéantis après avoir été de nouveau encerclés dans la région de Smolensk, dans des circonstances peu claires.

##### Après son anéantissement près de Smolensk
Le 5 août 1941, la 1re division est à nouveau reformée au sein de la 20e armée, le 18 août 1941 elle prend le nom de « 1re division de chars » et le 21 septembre 1941, de « 1re division de fusiliers motorisés de la Garde de Moscou ». La division est rebaptisée (à nouveau) « 1re division de fusiliers de la Garde », en janvier 1943.
- Le 30 août 1941, la 1re division blindée participe à l'offensive de Ielnia, repoussant la 28e division allemande. En raison de lourdes pertes, la division stoppe son avancée le 10 septembre 1941 et est retirée derrière la rivière Vop.
- Le 18 septembre 1941, la 1re division blindée se replie à Mojaïsk pour se réapprovisionner et se subordonner directement à la Stavka.
- Le 30 septembre 1941, l'unité est affectée à la 40e armée et déployée dans la région de Soumy. Après des avancées initiales, la division  commence à battre en retraite le 6 octobre 1941 alors que la première bataille de Kharkov s'avère perdue par les forces soviétiques. Après avoir perdu Soumy le 10 octobre 1941, elle est placée en réserve et renvoyée à Moscou.
- Le 21 octobre 1941, la division est affectée à la 3e armée et arrive à Naro-Fominsk. La 1re division a perdu 70 % de son personnel dans la guerre urbaine avant de se retirer de Naro-Fominsk le 25 octobre 1941. La tentative de reprise de la ville le 28 octobre échoue. La division demeura dans la région de Naro-Fominsk jusqu'à fin novembre 1941.
- Le 29 janvier 1942, la division libère le village de Miatlevo en coopération avec la 415e division de fusiliers lors de la contre-offensive hivernale devant Moscou[10].
- En 1942, la 1re division participe à la bataille de Rjev.
- En juillet 1943, elle participe à l'opération Koutouzov, en octobre 1943 à l'offensive de Briansk et en décembre 1943 à l'offensive de Gorodok (en).
- En janvier-juillet 1944, elle avance dans la direction Vitebsk - Minsk et de violents combats ont lieu ; elle reçoit le titre honorifique « Minskaïa » le 13 juillet 1944.
- En novembre 1944, la division envahit la Prusse Orientale dans la région de Goussev et prend finalement d'assaut Königsberg en avril 1945.
- Du 21 au 26 avril 1945, la 1re division de fusiliers de la Garde achève la guerre en prenant Baltiïsk au sein de la 11e armée de la Garde du 3e front biélorusse.

## Après-guerre
La division est stationnée à Kaliningrad pendant toute la période d'après-guerre. Elle fait partie de la 11e armée de la Garde. L'unité reprend (de nouveau) le nom de 1re division de fusiliers motorisés de la Garde de Moscou en 1957. Son 171e régiment est dissous mais accueille en contrepartie le 12e régiment de fusiliers motorisés de la Garde en mars 1959. Pendant la majeure partie du temps, la division est tronquée (servant de formation de cadres à faible effectif).
Pendant une grande partie des années 1990, la division est réduite à un effectif de seulement 4 400 hommes, mais en 2002, sa taille est de nouveau réduite au cours duquel elle est renommée 7e brigade indépendante de fusiliers motorisés de la Garde. Vers 2009, son effectif stagne pour atteindre seulement 4 400 hommes.

## Commandants[12]
- Gueorgui Mikhaïlovski (26 décembre 1926 - 20 juin 1930)
- Semion Beli (par intérim, 20 juin - 1er juillet 1930)
- Grigori Koulik (1er juillet - 11 octobre 1930)
- Nikolaï Artemenko (15 octobre 1930 - 1ernovembre 1931)
- Rafaïl Khmelnitski (1er novembre 1931 - 4 novembre 1934)
- Alexandre Koukcha (novembre - 20 décembre 1934)
- Komdiv (à partir du 26 novembre 1935) Leonid Petrovski (17 décembre 1934 - juin 1937)
- Komdiv Vassili Morozov (4 juin 1937 - 14 août 1939)
- Colonel Ivan Biritchev (19 août 1939 - 17 juin 1940 ; kombrig le 4 novembre 1939, major général le 4 juin 1940)
- Major général Dmitri Leliouchenko (23 juin 1940 - 10 mars 1941)
- Colonel Iakov Kreïzer (11 mars - 12 juillet 1941)
- Colonel Vladimir Glouzdovski (15 - 27 juillet 1941)
- Major Dmitri Mikhaïlovski (27 juillet - 3 août 1941, par intérim)
- Major général Iakov Kreïzer (3 - 29 août 1941, major général le 7 août)
- Colonel Alexandre Lizioukov (29 août - 30 novembre 1941)
- Colonel Timofeï Novikov (30 novembre - 15 décembre 1941)
- Colonel Dmitri Bakhmetiev (15 - 17 décembre 1941, par intérim)
- Colonel Sergueï Iovlev (17 décembre 1941 - 17 janvier 1942)
- Colonel Timofeï Novikov (17 janvier - 15 février 1942 ; major général le 20 janvier)
- Colonel Pavel Afonine (15 - 24 février 1942, par intérim)
- Colonel Vassili Reviakine (24 février - 13 avril 1942)
- Colonel Artemi Kholodni (13 - 20 avril 1942)
- Lieutenant-colonel Vladimir Ratner (20 avril - 1er juin 1942)
- Major général Vassili Reviakine (1er juin - 3 décembre 1942)
- Colonel Nikolaï Kropotine (3 décembre 1942 - 17 février 1944 ; major général le 29 janvier 1943)
- Colonel Pavel Palchikov (18 février - 6 mars 1944)
- Colonel Pavel Tolstikov (7 mars - 20 juillet 1944)
- Major général Alexandre Pastrevitch (21 juillet - 3 août 1944)
- Lieutenant-colonel Sergueï Portnov (4 août - 10 septembre 1944)
- Colonel Pavel Tolstikov (11 septembre 1944 - 21 octobre 1947 ; major général le 20 avril 1945)
- Major général Vassili Choulga (10 juin 1948 - 11 janvier 1951)
- Major général Vassili Belonogov (11 janvier - 25 décembre 1951)
- Colonel Anatoli Bankouzov (25 décembre 1951 - 14 juin 1956 ; major général le 3 août 1953)
- Colonel Ivan Chacha (juillet 1956 - 19 mai 1959 ; major général le 27 août 1957)
- Colonel Anatoli Kliouïev (19 mai 1959 - 23 août 1961 ; major général le 9 mai 1961)
- Colonel Nikolaï Chigoguidze (23 août 1961 - novembre 1966 ; major général le 13 avril 1964)
- Colonel Ivan Koulikov (novembre 1966 - juin 1971 ; major général le 23 février 1967)
- Colonel Fiodor Bondarenko (juin 1971 - 19 novembre 1973)
- Colonel Albert Zlobine (19 novembre 1973 - novembre 1976 ; major général le 25 avril 1975)